# Mäklins halvknäppare
Mäklins halvknäppare (Dirrhagofarsus attenuatus) är en skalbaggsart som först beskrevs av Mäklin 1845.  Mäklins halvknäppare ingår i släktet Dirrhagofarsus, och familjen halvknäppare. Enligt den finländska rödlistan är arten akut hotad i Finland. Arten har ej påträffats i Sverige. Artens livsmiljö är naturlundskogar.